# 西登斯火山口
西登斯火山口（英語：Siddons Patera）是金星上一座被崩塌熔岩管包围的破火山口。該火山口以英國女演員萨拉·西登斯命名。
西登斯火山口位於吉祥天高原南緣，火山口東緣是達努山脈，東北緣則是克洛托鑲嵌地。而西登斯火山口周圍被坍塌的熔岩管包圍。

## 外部連結
- PIA00240: Venus - Lakshmi Planum （页面存档备份，存于）